# Campeonato Pernambucano
Campeonato Pernambucano är mästerskapet i fotboll för delstaten Pernambuco i Brasilien. Mästerskapet har spelats sedan 1915. Det framgångsrikaste laget i mästerskapets historia är, per 2011, Sport från Recife med totalt 39 titlar. Laget följs av två andra klubbar från Recife, Santa Cruz och Náutico, med 25 respektive 21 mästerskapssegrar vardera. Mellan 1945 och till och med 2011 har ingen annan klubb än de tre nyss nämnda vunnit mästerskapet.